# 陳企霞
陳企霞（1913年10月20日—1988年1月16日），原名陳延桂，浙江鄞縣人，中國现代作家，中国共产党党员。歷任中國作家協會浙江分會副主席、《民族文學》雜誌主編。著有評論集《光榮的任務》，小說《獅嘴穀》、《第一個碾米廠的毀滅》、《星夜曲》等，作品收入《企霞文存》。。

## 生平
1925年入寧波甲種商業學校，1927年外出謀生，歷任銀行練習生、工廠工人、布店雇員。1931年開始發表作品，包括小說散文，次年至上海，結識作家葉紫，創辦無名文藝社，出版《無名文藝》旬刊、月刊，隨後參加中國左翼作家聯盟。1933年至滬西郊區從事工農教育，加入中國共產主義青年團，後兩次被捕，出獄後從事救亡工作，組織進取社、讀書社和救國會，1935年加入中國共產黨，參加中共地下黨工作及救亡活動。1940年赴延安，先後在中央青委宣傳部、《解放日報》副刊部工作，參加延安文藝座談會。1945年參加華北文藝工作團，華北文工團併入華北聯合大學後，任聯大文藝學院文學系主任，參與編輯《北方文化》、《華北文藝》等刊。
中華人民共和國成立後，1952年加入中國作家協會，歷任全國文聯、文協秘書長，《文藝報》副主編、主編、中國作協理事。1955年在毛泽东的指使和周扬的主导下「丁玲、陳企霞反黨集團」案受到中共迫害。後任杭州大學教師。1979年糾錯，恢復名譽。
1988年1月16日，因罹肺癌，在北京病逝。